# Derna (província)
Derna, Darna ou Darana (em árabe: درنة; romaniz.: Darnah) foi uma província da Líbia. Criada em 1963, segundo registro desse ano havia 122 984 e compreendia o território de Derna e Tobruque. Em 1973, havia 122 984 residentes. Foi substituída pelo distrito de Derna.